# غوردون هيرست
غوردون هيرست (بالإنجليزية: Gordon Hurst)‏ (9 أكتوبر 1924 في المملكة المتحدة - 1980) هو لاعب كرة قدم بريطاني (وحمل سابقاً جنسية المملكة المتحدة لبريطانيا العظمى وأيرلندا) في مركز الوسط. لعب مع تشارلتون أثلتيك ورامزغيت ‏ وTunbridge Wells F.C. ‏.

## وصلات خارجية
- غوردون هيرست على موقع قاعدة بيانات كرة القدم.إي يو (الإنجليزية)